# Piazzolo
Piazzolo là một đô thị ở tỉnh Bergamo trong vùng Lombardia của nước Ý, có vị trí cách khoảng 70 km về phía đông bắc của Milano và khoảng 30 km về phía bắc của Bergamo. Tại thời điểm ngày 31 tháng 12 năm 2004, đô thị này có dân số 92 người và diện tích là 4,2 km².
Piazzolo giáp các đô thị: Mezzoldo, Moio de' Calvi, Olmo al Brembo, Piazza Brembana, Piazzatorre, Valnegra.